# Jean-Baptiste Regnault
Jean-Baptiste Regnault (Parijs, 9 oktober 1754 – aldaar, 12 november 1829) was een Frans kunstschilder.

## Biografie
Jean-Baptiste Regnault verhuisde op jeugdige leeftijd met zijn familie naar de Verenigde Staten. In 1765 monsterde hij aan als scheepsjongen bij de marine en voer tot 1769 op zee.
Nadat zijn vader was overleden keerde hij met zijn moeder terug naar Parijs. Van haar vier kinderen was alleen hij nog in leven.
Hij was vijftien toen zijn talent de aandacht trok. Hij nam teken- en schilderlessen bij Jean Bardin, met wie hij van 1770 tot 1775 in Rome verbleef. Ook kreeg hij les van Nicolas-Bernard Lépicié en Joseph-Marie Vien. In 1776 ontving hij een Prix de Rome voor zijn werk Alexander en Diogenes. Hij verbleef vervolgens tot 1781 in het Palazzo Mancini in Rome in gezelschap van Jacques-Louis David en Pierre Peyron, waarna hij in 1782 werd gekozen tot lid van de Académie des Beaux-Arts.
Hij schilderde historische stukken, mythologische voorstellingen en taferelen uit de oudheid. Na 1789 koos hij ook de Franse Revolutie tot onderwerp. Voor de Parijse salon van 1795 schilderde hij zijn meest bekende werk, La Liberté ou la Mort (De vrijheid of de dood). Gedurende het Eerste Franse Keizerrijk ondertekende hij zijn stukken met Renaud de Rome, omdat hij onderscheid wilde maken met de manier van schilderen van vóór de tijd van Jacques-Louis David.
De opvoeding van Achilles door de centaur Chiron uit 1783, werd geaccepteerd als proefstuk voor de toelating tot de Académie des Beaux-Arts. Het doek hangt nu in het Louvre. Hij schilderde een kruisafneming en ook twee kleinere doeken voor de kapel van het kasteel van Fontainebleau, L'origine de la peinture: La jeune corinthienne Dibutade dessinant le profil du berger son amant en L'origine de la sculpture, Pygmalion amoureux de sa statue, priant Vénus de l'animer.
Jean-Baptiste Regnault ligt begraven op het kerkhof van Père-Lachaise.

## Leerlingen van Jean-Baptiste Regnault
Merry-Joseph Blondel, Henri Joseph Boichard, Félix Boisselier, Théodore Caruelle d'Aligny, Rosalie Caron, Alexandre en Auguste Couder, Antoine Claude Fleury, Godefroy Engelmann, Pierre-Narcisse Guérin, Jean-Baptiste Guignet, Thomas Henry, Louis Hersent, Louis Lafitte,Charles Paul Landon, Hippolyte Lecomte, Robert Lefèvre, Esprit Aimé Libour, Henriette Lorimier, Albert Magimel, Pierre Edme Louis Pellier, Édouard Pingret, Isabelle Pinson, Jacques Réattu, Jean-Hilaire Belloc.

## Galerij

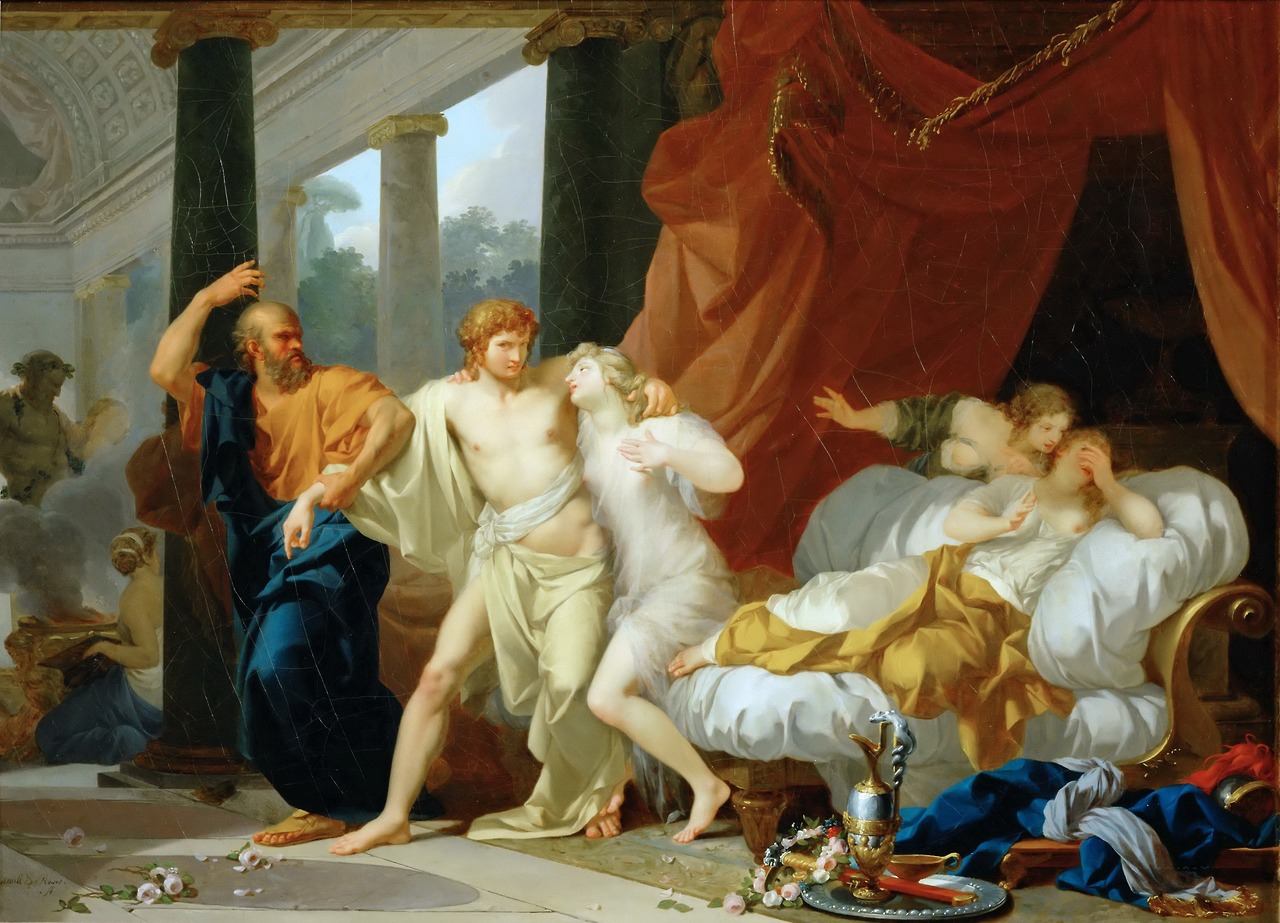
Socrate arrachant Alcibiade des bras de la Volupté (1791)
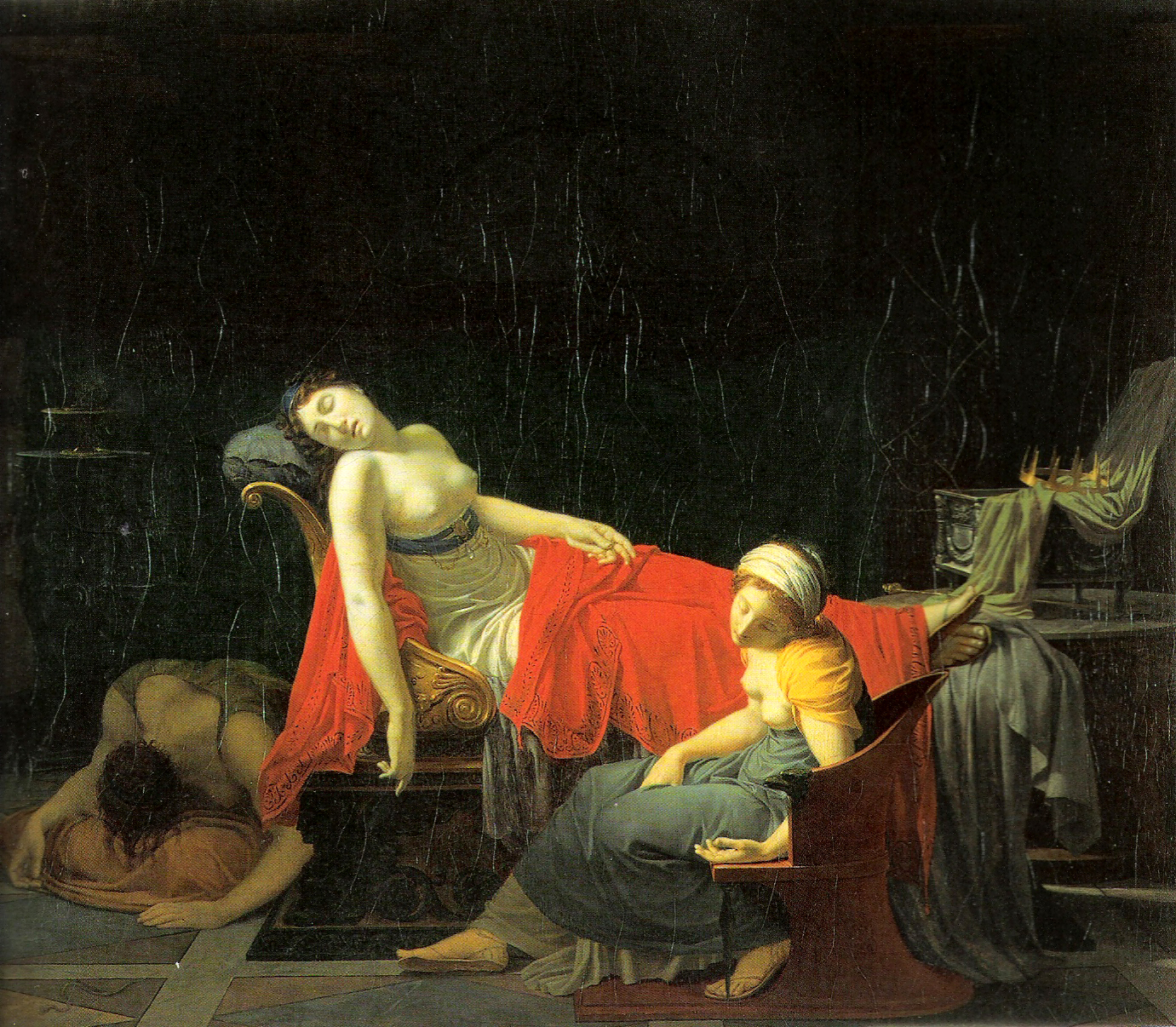
La mort de Cléopatre (1799)
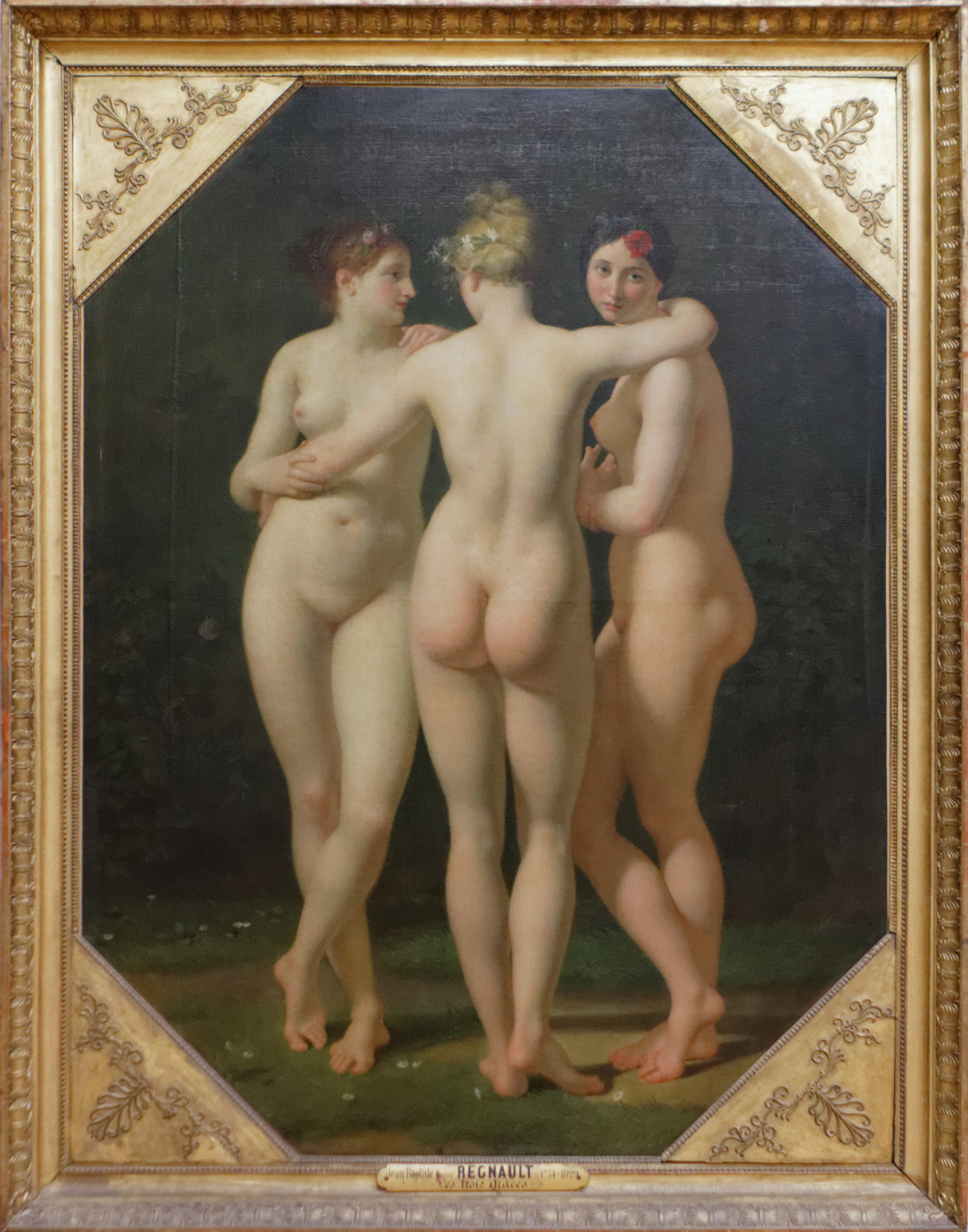
Les Trois Grâces (1799)
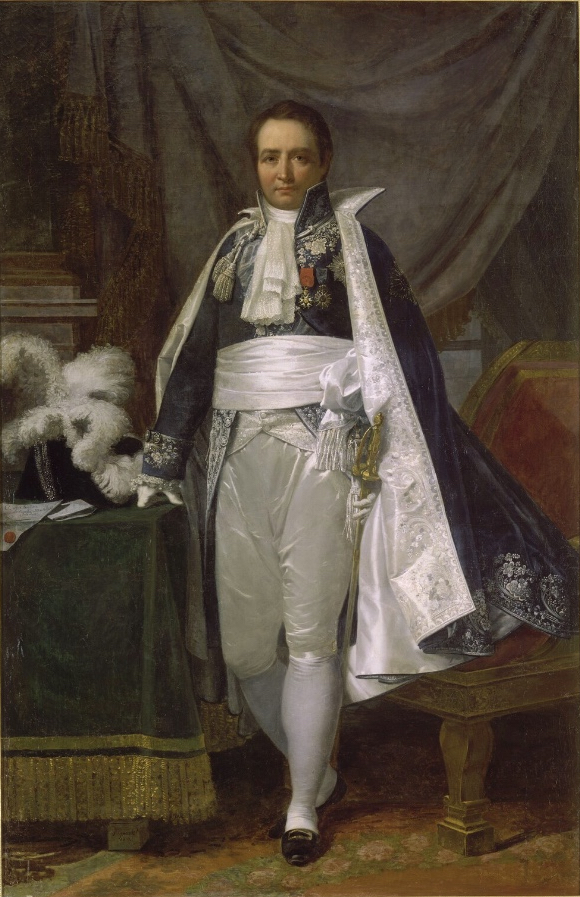
Portret van Jean-Pierre Bachasson, Graaf van Montalivet (1810)
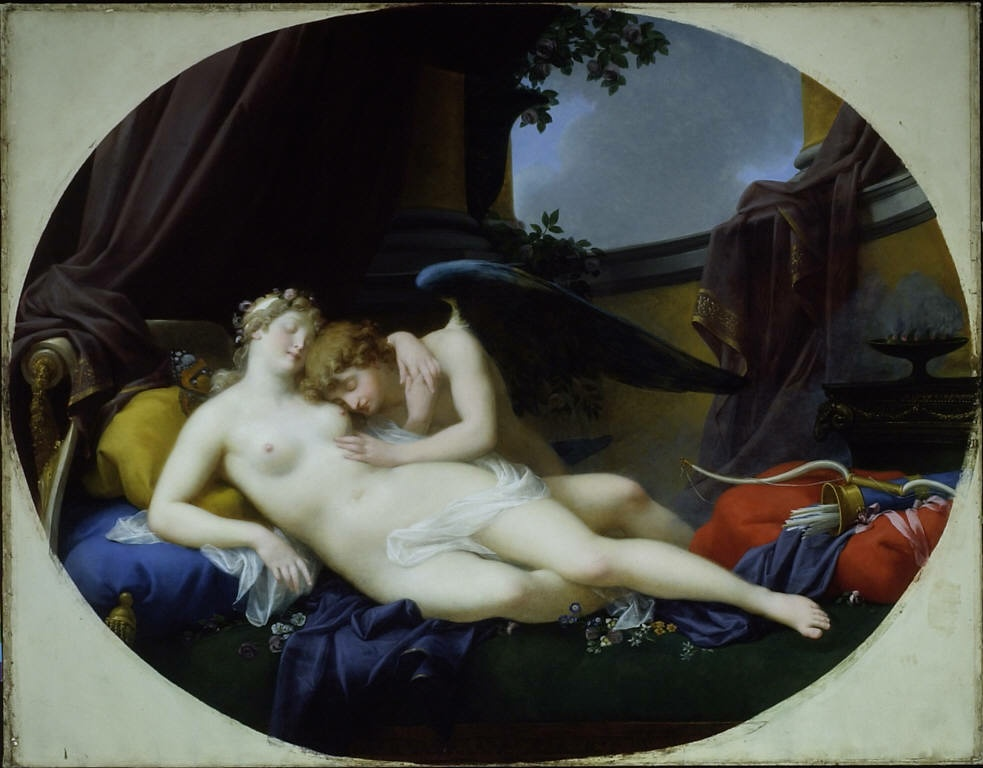
Cupidon et Psyché (1828)
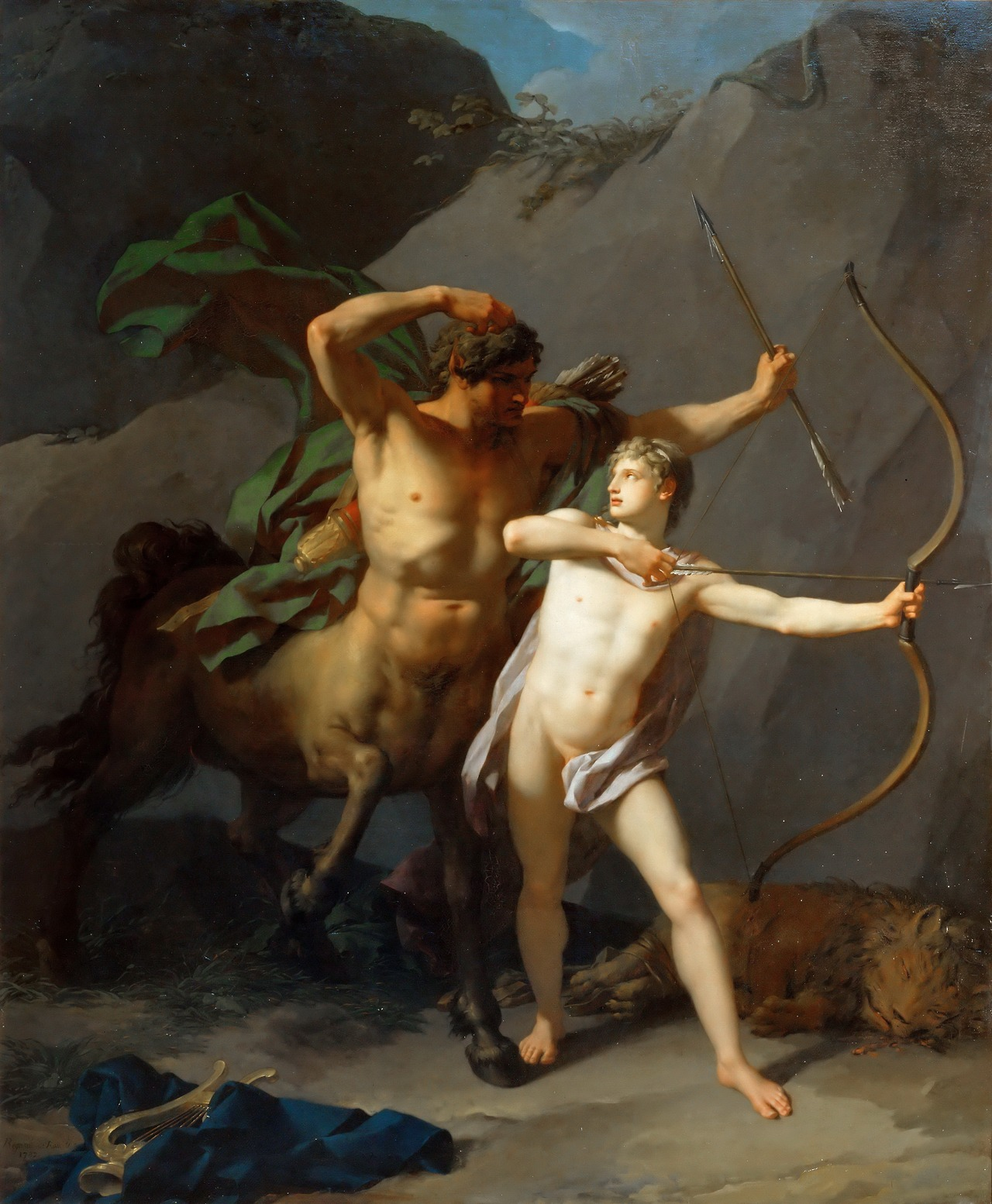
L'Éducation d'Achille (1783)

- Bibliothèque nationale de France: cb131749479 (data)
- Gemeinsame Normdatei: 122448219
- International Standard Name Identifier: 0000 0000 6683 0358
- KulturNav: b63fd31b-0479-4d23-9500-c74ad39702a9
- Library of Congress Control Number: nb2007019874
- Base Léonore: LH//2285/51
- National Gallery of Victoria: 9765
- RKD-Nederlands Instituut voor Kunstgeschiedenis: 65990
- Système universitaire de documentation: 167555502
- Union List of Artist Names: 500028440
- Virtual International Authority File: 55029764
- WorldCat: E39PBJvmQ4dtbRbR6H7cDQpwYP